# Ludovic Ajorque
Ludovic Ajorque [aˈʒɔʁk] (* 25. Februar 1994 in Saint-Joseph, Réunion) ist ein französischer Fußballspieler. Er steht als Leihspieler des 1. FSV Mainz 05 beim französischen Erstligisten Stade Brest unter Vertrag.

## Leben und Karriere
Ludovic Ajorque ist der Sohn des ehemaligen Fußballspielers Jean-Noël Ajorque aus dem französischen Überseedépartement Réunion, der von 1990 bis 1993 für die zweite Mannschaft des RC Lens spielte. Vor der Geburt seines Sohnes hatte der Vater seine professionelle Fußballkarriere beendet und war nach Réunion zurückgekehrt.
Ludovic wuchs auf der Insel im Indischen Ozean auf und spielte Fußball im Jugend- und Amateurbereich, unter anderem für die AS Excelsior, und mit 17 Jahren in einer Auswahlmannschaft, die von seinem Vater trainiert wurde. Mehrmals versuchte er vergeblich, bei einem Profiverein im französischen Mutterland unterzukommen, unter anderem bei der AJ Auxerre, dem OSC Lille, dem FC Nantes und dem RC Lens.
Als 18-Jähriger schließlich konnte er sich dem SCO Angers anschließen, kam aber im Herrenbereich nur einmal in einem Spiel im August 2014 in der Coupe de la Ligue zum Einsatz. Ajorque wurde zur Saison 2014/15 an Le Poiré-sur-Vie VF in die dritte französische Liga, die National (D3), verliehen, zur Folgesaison an den Luçon VF. Zur Saison 2016/17 folgte sein fester Wechsel in die Ligue 2 zu Clermont Foot. In Clermont erzielte er in zwei Saisons in 65 Ligaspielen 19 Tore.
Ab Juli 2018 stand der Stürmer bei Racing Straßburg in der Ligue 1 unter Vertrag. In seiner ersten Saison gewann er mit dem Team die Coupe de la Ligue. Ajorque spielte mit Racing in der Qualifikation zur Europa League 2019/20, in der das Team in den Playoffs scheiterte, in allen sechs Spielen und erzielte zwei Tore. In der Ligue-1-Saison 2021/22 bildete er mit Habib Diallo, Kevin Gameiro und Adrien Thomasson ein erfolgreiches Offensivquartett, das zusammen 42 der 60 Saisontore der Straßburger erzielte. In der Hinrunde der Saison 2022/23 traf er hingegen nur einmal in 13 Einsätzen. Insgesamt schoss Ajorque für Racing 51 Tore in 151 Pflichtspielen. Sein Vertrag lief bis 2025.
Am 24. Januar 2023 schloss er sich dem deutschen Bundesligisten 1. FSV Mainz 05 an. Er kam bereits einen Tag später am 17. Spieltag der Saison 2022/23 als Einwechselspieler zum Einsatz und spielte seitdem immer in der Startelf. Am letzten Spieltag der Saison fehlte er wegen einer Gelbsperre; er hatte in 17 Bundesligaspielen sechs Treffer erzielt.
Ein Mainzer Mannschaftskamerad ist sein Landsmann Anthony Caci, mit dem er schon drei Jahre lang in Straßburg zusammengespielt hatte. Ajorques Vertragslaufzeit endet 2026.
Ajorque war während seiner aktiven Zeit in Mainz mit einer Körpergröße von 1,96 Metern einer der drei größten Feldspieler der Bundesliga. Er ist verheiratet und hat einen Sohn.
Zur Saison 2024/25 wurde er inklusive Kaufoption an Stade Brest in die Ligue 1 verliehen.